# 北川一栄
北川 一栄（きたがわ かずえ、1904年7月26日 - 1978年11月17日）は、日本の実業家、工学博士。住友電気工業元社長。

## 経歴・人物
大阪府大阪市出身。1927年に東京帝国大学工学部を卒業し、住友電線製造所(のちの住友電気工業)に入社した。
1956年11月から社長を務め、1966年11月から会長を務めた。
その一方で、原子力委員会委員、通産省電子情報処理振興審議会会長、産業構造審議会情報産業部会長、関西経済同友会幹事、日本電線工業会会長、関西情報センター理事長なども歴任した。大阪大学工学部電気工学科で非常勤講師も務めた。1956年に紫綬褒章を受章し、1967年に藍綬褒章を受章し、1974年に勲一等瑞宝章を受章。
1978年11月17日、すい臓がんのために大阪市の住友病院で死去。74歳没。